# 羅威爾撞擊坑 (火星)
洛厄尔撞击坑（Lowell）是火星陶玛西亚区阿俄尼亚高地上一座直径约203公里（127英里）的大型撞击陨石坑，也是火星上一座保存完好的多环陨击坑。
该撞击坑往北分布着斯莱弗陨击坑、东侧坐落了道格拉斯陨击坑、它的西面和西南分别有阿俄尼亚山和柯布伦茨陨击坑，而东南部则横亘着崎岖的阿俄尼亚高原。
洛厄尔撞击坑取名自十九世纪美国天文学家帕西瓦尔·洛厄尔,1894年,他在亚利桑那州弗拉格斯塔夫建造了洛厄尔天文台，然后开始了对火星多年频繁的观测。他通过该天文台和大型折射望远镜发现了自认为的500多条火星运河。洛厄尔提出这些运河可能是由火星智慧生物所建造。然而，当收到来自航天器的照片时，人们发现这些运河实际上只是一种错觉.

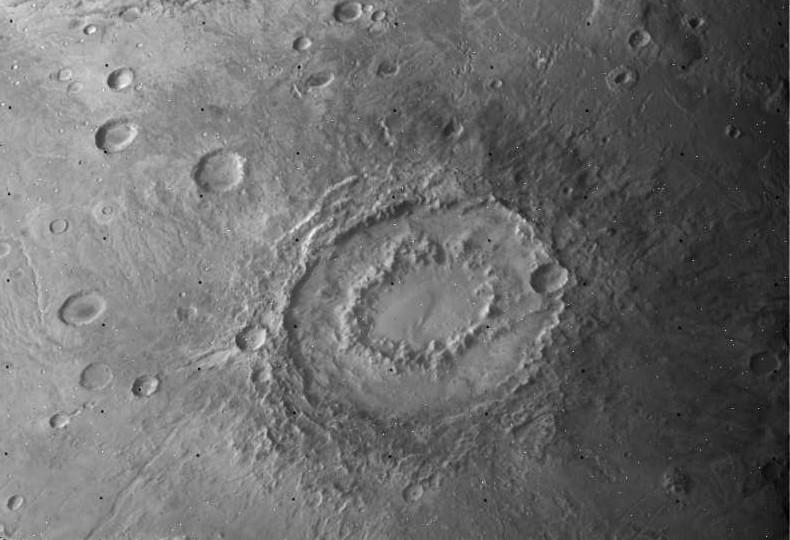
1976年海盗1号轨道器拍摄的照片
欧空局火星快车号拍摄的高分辨率图像
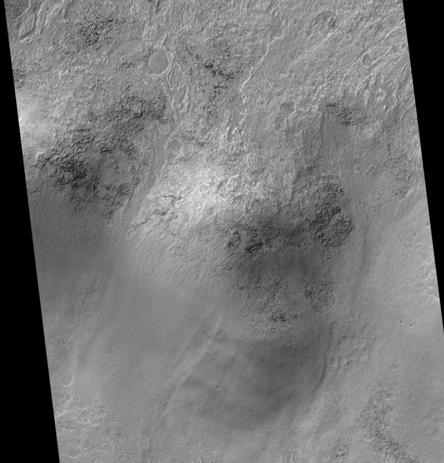
高分辨率成像科学设备显示的洛厄尔撞击坑东北边缘，陨石坑底部朝向照片底部。
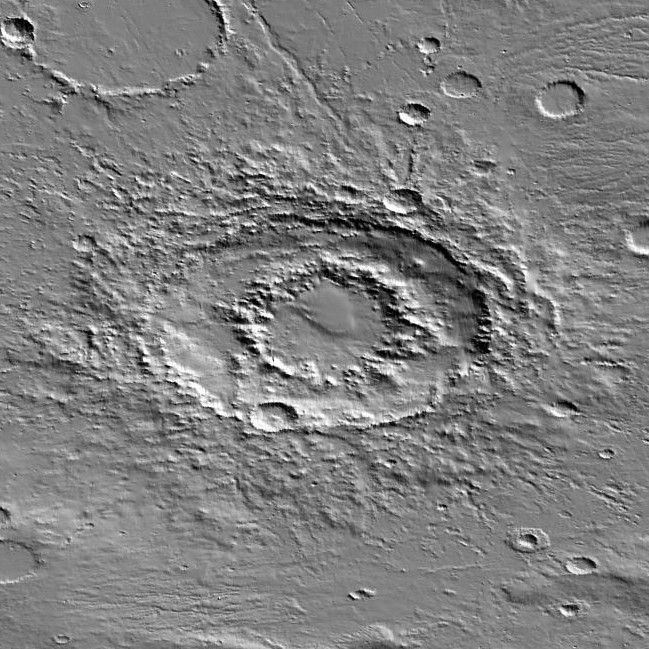
阴影地形图
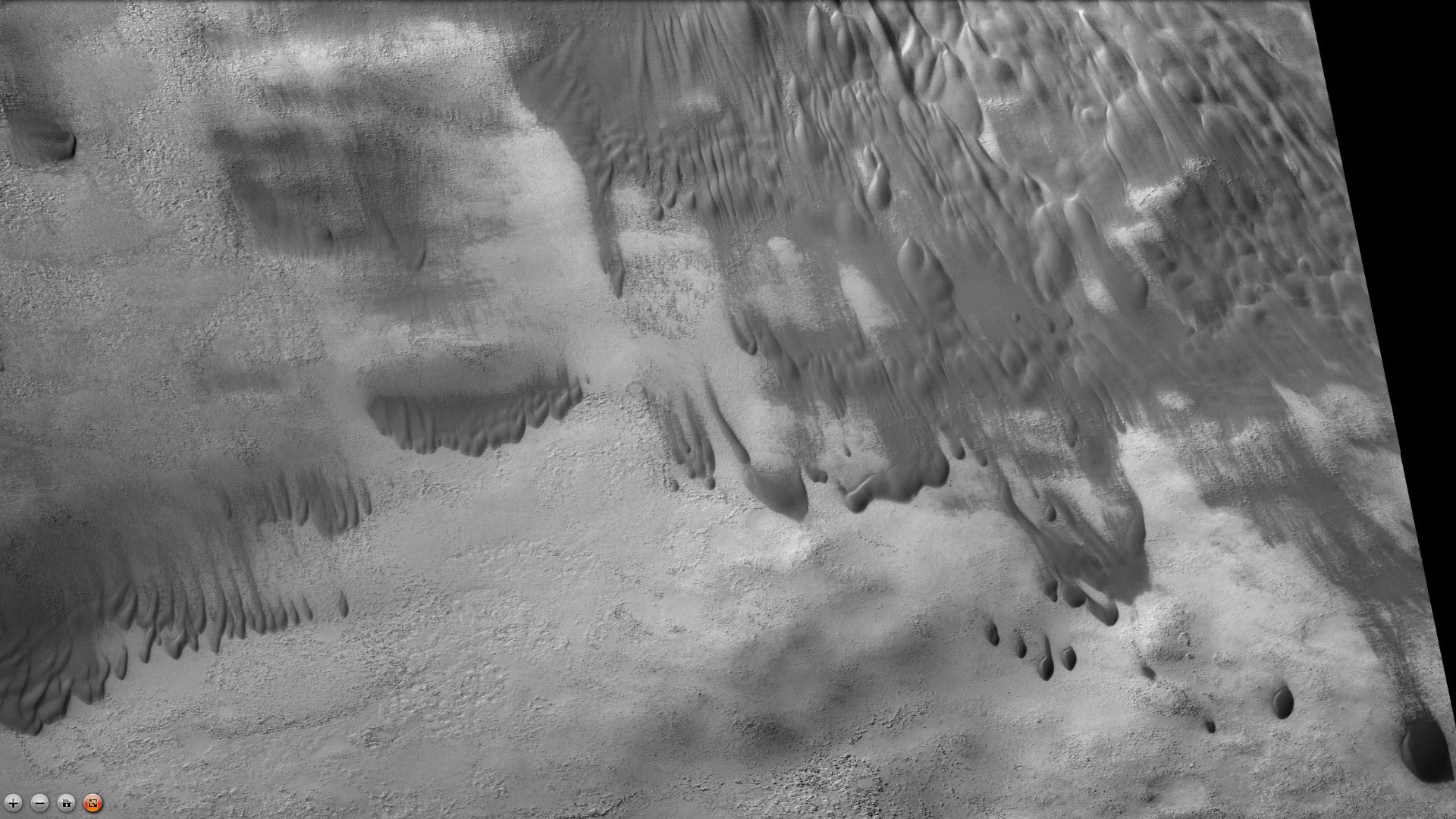
火星勘测轨道飞行器背景相机显示的洛厄尔撞击坑中的沙丘。

## 另请查看
- 火星撞击坑